# Esther Leslie
Esther Leslie  (n. 1964) es profesora de Estética Política en Birkbeck, Universidad de Londres. Ha enseñado en Birkbeck desde enero de 2000. Ha escrito sobre Walter Benjamin, Theodor W. Adorno, Siegfried Kracauery y la Escuela de Fránkfurt, y ha explorado temas como la animación, las industrias químicas, incluyendo IG Farben e Imperial Chemical Industries, cristales líquidos, fascismo y cultura, radio en la República de Weimar, culturas de pantalla y digitales, marxismo y anarquismo, moda, diseño y artesanía, romanticismo y radicalismo negro en Somers Town.
Leslie fue anteriormente profesora de Estudios Culturales y de Medios en la Universidad del Este de Londres y también enseñó en el programa de estudios contextuales de la Escuela de Arte de la Universidad de Middlesex y en Estudios de Comunicación en la Universidad London Guildhall. Supervisó el período final del programa MRes/PhD del London Consortium, en el que impartió un curso sobre el frío junto a Steven Connor.
Leslie fue elegida miembro de la Academia Británica en 2019. Es codirectora del Instituto de Humanidades de Birkbeck. Es una de las desarrolladoras del proyecto Animate Assembly, financiado por el Consejo de Investigación en Artes y Humanidades, que proporciona un glosario ampliado de animación.
Leslie es codirectora y líder académica del Museo Popular: Somers Town, fundado por Diana Foster. Ayudó a curar la exposición principal - Lost and Found: Somers Town, que se inauguró en mayo de 2022. Es editora fundadora de la revista Historical Materialism: Research in Critical Marxism. Durante varios años, formó parte del colectivo editorial de Radical Philosophy. Fue editora de Revolutionary History, una revista de historia trotskista, entre otros. Una entrevista que abarca toda su carrera se encuentra en varios sitios, incluido el blog de Verso. Su pareja es Ben Watson. Es la nieta de Charles Lahr.

## Publicaciones
- Leslie, E. and Dolbear, S. 2023. Dissonant Waves: Ernst Schoen and Experimental Sound in the Twentieth Century. London, Goldsmiths Press.[7]
- Leslie, E. 2023. The Rise and Fall of Imperial Chemical Industries: Synthetics, Sensism and the Environment. London, Palgrave Macmillan.[8]
- Leslie, E. and Juarez, G. (eds.) 2018. Flux until sunrise, a booklet for Geraldine Juarez. Sweden: Rojal Förlag.[9]
- Leslie, E. and Jackson, M. 2018 Deeper in the pyramid. London, UK: Banner Repeater.[10]
- Lori, M., Chalmers, C., Evans, G. Mooney, S., Mudie, P., Taberham, P., Sheehan, R., Hamblyn, N., Leslie, E.and Lori, M. (eds). 2018. Stan Brakhage: the realm buster. London, UK: John Libbey.[11]
- Leslie, E. 2016. Liquid crystals: the art and science of a fluid form. London, UK: Reaktion.[12]
- Leslie, E.,2017. Dolbear, S., and Truskolaski, S., (eds.) 2016. Walter Benjamin: the storyteller. London, UK: Verso.[13]
- Leslie, E. 2007. Synthetic Worlds: Nature, Art and the Chemical Industry. London, UK: Reaktion.[14]
- Leslie, E. 2015. Derelicts: Thought Worms from the Wreckage<. London, UK: Unkant.[15]
- Leslie, E. 2000. Hollywood Flatlands: Animation, Critical Theory and the Avant Garde. London, UK: Verso.[16]

### Trabajo de medios seleccionados
- "Nube de pensamiento", un ensayo para la serie "Cabeza en las nubes", transmitido por BBC Radio 3 el 26 de febrero de 2009.
- "Walter Benjamin", un episodio de "En nuestro tiempo", BBC Radio 4, el 10 de febrero de 2022.